# Хоан Љуис Понс
Хоан Љуис Понс Рамон (шп. Joan Lluís Pons Ramón; Сољер, 9. децембар 1996) шпански је пливач чија специјалност су трке мешовитим стилом на 400 метара и трке на 200 делфин. 

## Биографија
Понс је на међународној сцени дебитовао током 2016, прво на европском првенству, а нешто касније и на Олимпијским играма. У Рију 2016. се такмичио у трци на 400 мешовито у којој је заузео осмо место у финалу, а пре тога у полуфиналу је испливао и нови национални рекорд Шпаније (4:13,55 минута).
На светским првенствима је дебитовао у мађарској Будимпешти 2017. где је наступио у тркама на 200 делфин и 400 мешовито али није успео да прође квалификације ни у једној од трка. 
На Медитеранским играма 2018. у шпанској Тарагони освојио је сребрну медаљу на 400 мешовито, што је уједно била и његова прва освојена медаља на међународним такмичењима. Пар месеци касније у истој дисциплини је освојио бронзану медаљу на европском првенству у Глазгову. 
Наступио је и на светском првенству у корејском Квангџуу 2019. где се такмичио у две дисциплине, а најбољи резултат остварио је у трци на 400 мешовито у којој је заузео четврто место у финалу, а оборио је и властити национални рекорд (4:13,30 минута). У трци на 200 делфин заузео је тек 23. место у квалификацијама и није се пласирао у полуфинале.